# عبد الله العمري (لاعب كرة قدم مواليد 1998)
عبد الله رضي العمري لاعب كرة قدم سعودي ، يلعب كلاعب وسط لعب سابقاً في نادي الذهب.